# Ingeborg Christiane Rosenørn
Ingeborg Christiane Rosenörn, född 1784, död 1859, var en dansk filantrop och överhovmästarinna. 
Hon var dotter till konferensråd Peder Wormskjold och Margrethe Mette Teilmann och gifte sig 1807 med sin kusin Peder Otto Rosenörna (död 1828), amtman i Ringkjøbing amt. Efter sitt giftermål blev hon en drivande person inom den danska filantropin. Hon var också en kulturpersonlighet och musa för poeten Ingemann, med vilken hon brevväxlade: korrespondensen har blivit publicerad (1881). Hennes filantropiska verksamhet i Köpenhamn, där hon grundade många asyler, gjorde att drottningen, Karolina Amalia av Augustenborg, utnämnde henne till sin representant och föreståndare för stiftelsen Plejeforening (1843): hon var också direktör för flera andra välgörenhetsällskap. Hon blev 1845 drottningens överhovmästarinna.